# دانييل كريفوروشكو
دانييل كريفوروشكو (بالروسية: Криворучко, Даниил Олегович)‏ هو لاعب كرة قدم روسي في مركز الدفاع، ولد في 24 مارس 1998 في أورينبورغ في روسيا. لعب مع نادي أورينبورغ.

## وصلات خارجية
- دانييل كريفوروشكو على موقع قاعدة بيانات كرة القدم.إي يو (الإنجليزية)
- دانييل كريفوروشكو على موقع Soccerway.com (الإنجليزية)
- دانييل كريفوروشكو على موقع عالم كرة القدم.نت (الإنجليزية)